# Ministri del tesoro, del bilancio e della programmazione economica della Repubblica Italiana
I ministri del tesoro, del bilancio e della programmazione economica della Repubblica Italiana si sono avvicendati dal 1º gennaio 1998 (costituzione del dicastero a seguito dell'accorpamento tra Ministero del tesoro e Ministero del bilancio e della programmazione economica) all'11 giugno 2001 (costituzione del Ministero dell'economia e delle finanze, tramite l'accorpamento tra Ministero del tesoro, del bilancio e della programmazione economica e Ministero delle finanze).
Dal 17 maggio 1996 al 31 dicembre 1997, d'altra parte, i due dicasteri accorpati (tesoro da un lato e bilancio e programmazione economica dall'altro) facevano capo ad un medesimo titolare, Carlo Azeglio Ciampi.

## Lista
| Ministro | Ministro         | Ministro                         | Partito                 | Governo        | Mandato         | Mandato          | Leg. |
| Ministro | Ministro         | Ministro                         | Partito                 | Governo        | Inizio          | Fine             | Leg. |
| --- | ---------------- | -------------------------------- | ----------------------- | -------------- | --------------- | ---------------- | ---- |
| |                  | Carlo Azeglio Ciampi (1920-2016) | Indipendente            | Prodi I        | 1º gennaio 1998 | 21 ottobre 1998  | XIII |
| D'Alema I | 21 ottobre 1998  | Carlo Azeglio Ciampi (1920-2016) | Indipendente            | 13 maggio 1999 |                 |                  | XIII |
| D'Alema I |                  |                                  | Giuliano Amato (1938)   | Indipendente   | 13 maggio 1999  | 22 dicembre 1999 | XIII |
| D'Alema II | 22 dicembre 1999 | 26 aprile 2000                   | Giuliano Amato (1938)   | Indipendente   |                 |                  | XIII |
| |                  | Vincenzo Visco (1942)            | Democratici di Sinistra | Amato II       | 26 aprile 2000  | 11 giugno 2001   | XIII |
| Dal giugno 2001 il Ministero viene unificato con il Ministero delle finanze per costituire il Ministero dell'economia e delle finanze |                  |                                  |                         |                |                 |                  |      |